# Natália Kelly
Natália Kelly (n. 18 decembrie 1994, Hartford, Connecticut, S.U.A) este o cântăreață din Austria. Tatăl ei este american, iar mama sa este braziliancă. Natalia a reprezentat Austria în Concursul Muzical Eurovision 2013 cu piesa Shine.

## Viață și activitate muzicală

### 2000-2004
Natalia a ajuns în Austria la vârsta de șase ani în anul 2000, împreună cu familia sa. Ea a început de mică să practice muzica și să participe la diferite concursuri pentru copii. A făcut parte și dintr-un grup muzical In 80 Tagen um die Welt.

### 2005-2007
În această perioadă Natalia a fost membră în grupul muzical Gimme5.

### 2011
A participat la varianta din Austria a emisiuni The Voice, priminid un contract cu Alexander Karh.

### 2013
A câștigat selecția din Austria și a reprezentat această țară la Concursul Muzical Eurovision 2013, necalificându-se în finală.